# Neven Mimica
Neven Mimica (Spalato, 12 ottobre 1953) è un politico e diplomatico croato, commissario europeo per la cooperazione internazionale e lo sviluppo nella commissione Juncker dal 1º novembre 2014 al 1º dicembre 2019.
È stato commissario europeo per la tutela dei consumatori nella Commissione Barroso II dal 1º luglio 2013 al 31 ottobre 2014.

## Biografia
Laureatosi in economia all'Università di Zagabria nel 1976, tra il 1979 e il 1997 lavorò in diversi enti governativi nell'ambito delle relazioni internazionali e del commercio estero, avendo anche posizioni di consulente nelle ambasciate di Ankara e del Cairo. Nel 1997 fu nominato assistente del ministro dell'Economia croato ed operò come capo negoziatore dell'adesione del paese all'Organizzazione Mondiale del Commercio e per la stipula dell'Accordo di Stabilizzazione e Associazione con l'Unione europea. Dal settembre 2001 al dicembre 2003 fu ministro per l'Integrazione europea nel governo del primo ministro Ivica Račan.
Fu eletto nel Parlamento croato nel 2003 nelle file del Partito Socialdemocratico di Croazia e fu rieletto nel 2007. Dal gennaio 2008 è stato vicepresidente del parlamento e presidente della commissione parlamentare sull'Integrazione europea.
Il 23 dicembre 2011 è stato nominato vice-primo ministro, responsabile per gli affari interni, esteri e dell'integrazione europea, nel governo del primo ministro Zoran Milanović.
Il 1º luglio 2013 è diventato Commissario europeo per la tutela dei consumatori nella Commissione Barroso II.
Riconfermato commissario europeo della Croazia nel 2014, gli è stato affidato il portafoglio della cooperazione internazionale e dello sviluppo nella nuova commissione Juncker.